# Georgi Trajkov (reservoar)
Georgi Trajkov (bulgariska: Георги Трайков) är en reservoar i Bulgarien.   Den ligger i regionen Oblast Varna, i den östra delen av landet, 300 km öster om huvudstaden Sofia. Georgi Trajkov ligger 269 meter över havet.
I omgivningarna runt Georgi Trajkov växer i huvudsak lövfällande lövskog. Runt Georgi Trajkov är det ganska glesbefolkat, med 39 invånare per kvadratkilometer.